# Кременчужани, що загинули в зоні АТО
Кременчужани, що загинули в зоні АТО — це список людей, що народились, навчались або працювали коли-небудь у Кременчуці й загинули в зоні АТО або від травм отриманих там.
К — Категорія:
- у — уродженець
- н — навчався
- п — працював

| №  | Прізвище, ім'я, по-батькові     | Н           | П            | К | Короткі відомості |
| -- | ------------------------------- | ----------- | ------------ | - | --- |
| 1  | Андрусенко Дмитро Олександрович | 1992 24.IX  | 2014 19.IV   |   | 21-річний спецназівець загинув у ніч на 19 квітня 2014 року в міжнародному аеропорту «Донецьк». Похований 21 квітня на кладовищі в селі Піщане. Посмертно нагороджений орденом «За мужність» III ступеня. |
| 2  | Шевченко Дмитро Іванович        | 1990 4.VII  | 2014 4.VII   |   | Загинув у бою на Донбасі 4 липня 2014. Похований у селі Успенка Онуфріївського району. Дмитро служив у піхоті, воювати з терористами пішов добровольцем. |
| 3  | Кобицький Сергій Леонідович     | 1973 6.II   | 2014 16.IX   |   | Народився 6 лютого 1973 у місті Барвінкове Харківської області. Жив у Кременчуці с. Мала Кохнівка Кременчуцького району. Призвано Кременчуцьким об'єднаним міським комісаріатом під час часткової мобілізації. Загинув 16 вересня 2014 у ДТП у Донецькій області. |
| 4  | Деребченко Андрій Васильович    | 1981 26.IX  | 2014 27.VIII |   | Загинув 27 серпня 2014 у котлі під Іловайськом внаслідок обстрілу з «градів» БТР, у якому він перебував. Андрій помер від множинних переломів кісток і пошкоджень внутрішніх органів. Ідентифікувати тіло вдалося тільки у лютому 2015 року за аналізом ДНК. Поховано 20 лютого 2015 року в селі Вишняки Хорольського району. Майже півроку Андрій значився як зниклий безвісти. Його було призвано до війська 2 серпня 2014 року з кременчуцького військкомату і служив у військовій частині в Калугін-Башкирівці Чугуївського району. |
| 5  | Карпенко Олександр Григорович   |             | 2014 28.VIII | у | 37-річний Олександра Карпенка було мобілізовано 2 серпня 2014. Загинув 28 серпня у боях під містом Комсомольське Старобешівського району Донецької області. Молодший сержант служив у 92-й окремій механізованій бригаді старшим стрільцем-водієм БТР. Довгий час тіло бійця не могли впізнати, він значився у списках безвісти зниклих. Після проведення у 2015 році ДНК-експертизи, Олександра ідентифікували. У нього залишилися дружина, син і дочка (16 років і 12). Поховали Олександра 18 березня 2015 року в рідному селі Запсілля Кременчуцького району. |
| 6  | Древаль Олексій Вікторович      | 1984 22.IX  | 2014 29.VIII | у | 29-річний кременчужанин загинув під Іловайськом у зоні АТО. Зв'язок з ним перервався 29 серпня 2014 року. Під час бою він був поранений — була пробита артерія на стегні. Товариші по службі тягли Олексія і потрапили під обстріл. Замість обіцяного коридору петляли полями. У підсумку поранений Олексій стік кров'ю. Поховали Олексія на кладовищі у районі вулиці Петровського. |
| 7  | Усс Степан Миколайович          | 1978 9.IX   | 2014 29.VIII | у | Старшина і фельдшер. Він пройшов Луганськ і повернувся до Кременчука у відпустку. Під час відпустки відчув себе погано і лікарі констатували, що у нього передінфарктний стан, однак це не завадило йому повернутися до зони АТО. Загинув 29 серпня 2014 року в котлі під Іловайськом. Коли підірвали машину, Степан кинувся витягати поранених і загинув сам. Закінчив Кременчуцьке медичне училище. Працював у Кременчуці, на ПП ПТК «Лукас» в підприємстві L-транс. |
| 8  | Назаренко Дмитро Миколайович    | 1994 29.IX  | 2014 29.VIII | у | Загинув при виході колони з-під Іловайська (Донецька область) через «гуманітарний коридор», який обстріляли російські війська. |
| 9  | Кирилов Антон Сергійович        | 1994 12.XII | 2014 29.VIII | п | 19 років. Загинув 29 серпня 2014 року під час антитерористичної операції під Іловайськом. Народився у селі Піщане Кременчуцького району. Виховувався мамою, єдина дитина в сім'ї. 27 березня 2014 склав присягу й підписав контракт із 93-ю механізованою бригадою. Мріяв вступити до військового училища, стати офіцером. У зоні АТО був двічі. У липні 2014 року був на кордоні Луганської області з Росією. Бойове завдання — не допустити прориву ворога з території Росії. З 19 серпня 2014 року був в Іловайську в екіпажі БМП-369. 25 серпня екіпаж БМП прийняв бій під Іловайськом, прикривав саперів. Із завданням впорався. У востаннє виходив на зв'язок 27 серпня 2014 року. За інформацією мами бійця, востаннє свідки бачили сина 29 серпня перед виходом по «Зеленого коридору». Довго числився в зниклих безвісти. У 2015 році був ідентифікований. Похований Антон 29 квітня 2015 року на Свіштовському кладовищі. |
| 10 | Борищак Олексій Андрійович      | 1979 1.VIII | 2014 29.VIII | н | 36 років. Майор Олексій Борищак був заступником командира першого батальйону 93-ї окремої механізованої бригади, служив у в/ч А1302 смт Черкаське Дніпропетровської області. Загинув під Іловайськом 29 серпня 2014 року і спочатку був похований у Дніпропетровську на Алеї Героїв — він не був упізнаний. Ідентифікувати тіло вдалося тільки у лютому 2015 року за аналізом ДНК. Герой народився у Кременчуці, навчався у школі № 31, закінчив [[Кременчуцький технікум залізничного транспорту. Тут живуть його рідні (мама, дружина, дочка). Перепоховали Олексія 13 березня 2015 року у Кременчуці на Свіштовському кладовищі. |
| 11 | Дудка Юрій Андрійович           | 1980 21.XII | 2014 29.VIII | п | Юрій Дудка, не чекаючи повістки, пішов у військкомат, звідти був направлений у селище Черкаське Дніпропетровської області, де підписав контракт і у складі 93-ї механізованої бригади вирушив до зони АТО. Під Іловайськом потрапив в оточення. Останній раз Юрій виходив на зв'язок 28 серпня 2014 року, 29 серпня бійці проривалися з котла, у селі Червоносільське він брав участь у своєму останньому бою. Значився в списках безвісти зниклих. Ідентифікували за ДНК у 2015 році. Поховали Юрія в селі Хоминці Сумської області, Роменського району (там живуть його батьки) біля його молодшого брата, який також загинув в АТО. Юрій Дудка працював на Кременчуцькому сталеливарному і на вагонобудівному заводах. |
| 12 | Крутько Роман Іванович          | 1976 12.IX  | 2014 22.X    | у | 22 жовтня 2014 року 38-річний уродженець Кременчука загинув під Маріуполем, коли група український військових потрапила в пастку снайперів. Він їхав за кермом машини і під час нападу на великій швидкості розгорнув її, підставивши борт авто під обстріл бойовиків. Таким чином він врятував життя 15 своїх товаришів. Коли ж Роман вистрибнув з автомобіля, біля його ніг вибухнула граната. За даними РНБО, неподалік села Пищевик (Новоазовський район Донецька область) розвідники виявили скупчення бойовиків, які готувалися форсувати річку Кальміус та влаштувати диверсії на трасі Донецьк — Маріуполь. В бою з диверсантами загинув один український військовий. |
| 13 | Крівченко Сергій Федорович      | 1984 14.XII | 2014 21.XI   |   | 29 років. Служив у 92-й механізованій бригаді. Загинув 21 листопада 2014 року у місті Щастя. Після поранення його не встигли вчасно відправити до госпіталю, Сергій загинув від втрати крові. За повідомленням прес-центру АТО, у кілометрі від міста Щастя зафіксовано вибух протипіхотної міни. Двоє бійців загинуло, ще один отримав численні поранення. |
| 14 | Ільїн Андрій Миколайович        |             | 2015 26.I    | у | 30-річний кременчужанин загинув у результаті артилерійського обстрілу блокпоста 22 січня 2015 року ввечері у Горлівці на блокпості. Поруч з бійцем розірвався снаряд. Андрій Ільїн був родом із Світловодська, але жив і працював у Кременчуці. Поховали Героя в рідному Світловодську 11 лютого. |
| 15 | Білоус Анатолій Анатолійович    |             | 2015 26.I    |   | 35-річний кременчужанин служив у 92-й окремій механізованій бригаді. Загинув 26 січня 2015 року близько 18:45 у районі Трьохізбенки Луганської області. Поховали Анатолія 31 січня на Свіштовському кладовищі. |
| 16 | Гавеля Богдан Васильович        |             | 2015 4.II    |   | 40 років. Загинув 4 лютого 2015 року об 11:00 під Маріуполем. Служив у 79-й окремій аеромобільній бригаді. Пішов у АТО добровольцем. Бійці потрапили в засідку в селі Широкіно. Кременчужанин був у джипі за кулеметом, коли в них потрапили з гранатомета. Загинув Богдан і ще один боєць Олександр з Києва. Командир каже, що постріл призначався БТРу. Фактично своїми життями хлопці врятували дев'ять осіб, які перебували в БТР, що їде позаду джипа. Поховали Героя 8 лютого 2015 року на Свіштовському кладовищі. |
| 17 | Покладов Андрій Євгенович       | 1972 9.XI   | 2015 17.II   | у | 42 роки. Служив командиром зенітної батареї у 128-й гірсько-піхотній бригаді. Загинув у лютому під містом Дебальцеве. Поховали Андрія 4 березня 2015 року на Свіштовському кладовищі. |
| 18 | Щербак Сергій Олександрович     | 1961 22.VI  | 2015 18.III  | у | 53 роки. Десантник. 16 березня 2015 року близько 16:00 Сергій Щербак був накритий артилерійським вогнем противника при утриманні прориву терористів під Авдіївкою в сторону Ясинуватої (Донецька область). Сергій Щербак служив у 95-й окремій аеромобільній бригаді, у гранатометному відділенні. Поховали 19 березня на Свіштовському кладовищі. За даними ІАЦ РНБО, за минулу добу в зоні АТО в результаті обстрілів та підриву на фугасі загинули 3 військовослужбовця, ще 5 дістали поранень. |
| 19 | Поросюк Олександр Васильович    | 1977 29.IX  | 2015 27.IV   | у | Загинув 27 квітня 2015 року під Волновахою. Олександр Поросюк сам виховував дочку, в АТО прослужив всього півтора місяця. 1977 року народження. У нього залишилася 14-річна дочка, мама дівчинки померла. Служив Олександр Поросюк у 72-й окремій механізованій бригаді. Раніше працював соцпрацівником у Центрі соціальних служб для сім'ї, дітей та молоді, але потрапив під скорочення. Пішов добровільно служити, хоча міг і не йти воювати, оскільки сам виховував дочку. 10 березня 2015 року був мобілізований Кременчуцьким військкоматом. Загинув від мінометного обстрілу. Похований 30 квітня 2015 року на Свіштовському кладовищі на алеї Героїв. |
| 20 | Мартинюк Микола Миколайович     | 1992 13.VII | 2015 5.V     |   | 22 роки. 5 травня 2015 року близько 17:20 недалеко від міста Авдіївка Донецької області у ході проведення АТО загинув Микола Миколайович Мартинюк. Під час передислокації особового складу БТР-80, у якому їхав Микола, підірвався на фугасі. Боєць служив помічником гранатометника у 95-й окремій аеромобільній бригаді. |
| 21 | Шаповал Володимир Іванович      | 1977 10.VII | 2016 6.III   |   | Служив командиром 2-го механізованого взводу 92-ї окремої механізованої бригади Сухопутних військ Збройних Сил України (військова частина А0501, село Клугино-Башкирівка Чугуївської міської ради Харківської області). Позивний «Теквон». 6 березня 2016 року загинув під час патрулювання в місті Щастя Новоайдарського району Луганської області в результаті підриву на гранаті, перебуваючи за кермом автомобіля ВАЗ. 9 березня 2016 року похований у секторі загиблих Героїв антитерористичної операції Свіштовського кладовища міста Кременчука. Залишились батьки, дружина та дві доньки. |
| 21 | Шаповал Ігор Анатолійович       | 1975 18.V   | 2018 10.VIII |   | Майор міліції у відставці, молодший сержант Збройних сил України, бої за Піски. |